# Jevoli
Jevoli (o Ievoli) è una frazione di Feroleto Antico, comune italiano in provincia di Catanzaro (Calabria).

## Geografia fisica
Il borgo di Jevoli è situato 625 m s.l.m. e si trova a 3,5 km dal comune di Feroleto. Jevoli conta circa 500 abitanti, di cui 334 residenti nel paese e i restanti residenti nelle sue frazioni, di cui fanno parte Luciani, Marcantoni e Polverini.

## Storia
Jevoli fu edificata tra la fine del XVII e gli inizi del XVIII secolo, da profughi provenienti dal vicino paese di Serrastretta.

## Monumenti e luoghi d'interesse
Nel paese è presente la Chiesa intitolata a Santa Maria Addolorata. Fu eretta dal popolo nel 1803 e consacrata con il titolo della Madonna Addolorata, e fu poi aggregata alla parrocchia di San Michele Arcangelo. Adagiata su un ampio piazzale e con un panorama suggestivo sulla borgata, la chiesa dell’Addolorata presenta una facciata a capanna. Decorata con lesene, è caratterizzata da due ordini sovrapposti separati da una cornice; la parte superiore è a sua volta abbellita con tre archi a tutto sesto in stucco. Termina con il timpano dove al centro è posto un orologio. Dall’ingresso, con portale ad arco a tutto sesto, si accede all’aula liturgica che ha uno sviluppo longitudinale a navata unica con abside semicircolare. La navata è composta ai lati da archi cechi decorati con lesene e capitelli sormontati da un cornicione mistilineo che percorre il perimetro dell’aula; gli ultimi due archi presentano altari dedicati a Sant’Antonio sulla sinistra e alla Madonna del Monte Carmelo a destra. In fondo sull’abside, l’altare maggiore con al centro la nicchia, dove è posta la Madonna Addolorata.
Sono inoltre presenti numerose fontane, tra cui il vecchio lavatoio rinominato ''tre fontane'', posto sulla cima del paese.

## Cultura
Nel paese è ambientato parte del libro di Juliet Grames Storia di Stella Fortuna che morì sette o forse otto volte, saga familiare tra il vecchio e il nuovo mondo tra la Calabria degli anni venti e il Connecticut che vede protagonista Stella Fortuna.